# 트르피미로비치 왕조

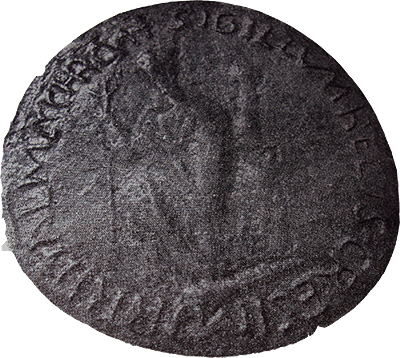
트르피미로비치 왕조의 직인

트르피미로비치 왕조(크로아티아어: Trpimirovići)는 845년부터 1091년까지 크로아티아를 통치했던 왕조이다. 크로아티아의 트르피미르 1세 공작을 시조로 한다.
9세기 중반부터 11세기 말에 이르기까지 크로아티아에 존재했던 독립된 왕국인 크로아티아 왕국을 지배했다. 크로아티아는 트르피미로비치 왕조 시대에 여러 차례에 걸친 국경선의 변화를 경험했다. 특히 베네치아 공화국과는 보스니아, 달마티아 남부를 둘러싼 전쟁을 벌였다.
스체판 드르지슬라브 국왕이 사망한 이후에 스체판 드르지슬라브의 아들인 스베토슬라브 수로냐, 고이슬라브, 크레시미르 3세가 왕위 계승을 둘러싼 분쟁을 벌이면서 트르피미로비치 왕조는 크레시미르 3세의 직계 분파인 크레시미로비치 분파(Krešimirović), 스베토슬라브 수로냐의 직계 분파인 스베토슬라비치(Svetoslavić) 분파로 나뉘게 된다.

## 역대 군주

### 크로아티아 공작
- 트르피미르 1세 (Trpimir I, 845년 ~ 864년)
- 즈데슬라브 (Zdeslav, 878년 ~ 879년)
- 문치미르 (Muncimir, 892년 ~ 910년)
- 토미슬라브 (Tomislav, 910년 ~ 925년)

### 크로아티아의 국왕
- 토미슬라브 (Tomislav, 925년 ~ 928년)
- 트르피미르 2세 (Trpimir II, 928년 ~ 935년)
- 크레시미르 1세 (Krešimir I, 935년 ~ 945년)
- 미로슬라브 (Miroslav, 945년 ~ 949년)
- 미하일로 크레시미르 2세 (Mihajlo Krešimir II, 949년 ~ 969년)
- 스체판 드르지슬라브 (Stjepan Držislav, 969년 ~ 997년)
- 스베토슬라브 수로냐 (Svetoslav Suronja, 997년 ~ 1000년)
- 크레시미르 3세 (Krešimir III, 1000년 ~ 1030년)
- 고이슬라브 (Gojslav, 1000년 ~ 1020년)
- 스체판 1세 (Stjepan I, 1030년 ~ 1058년)
- 페타르 크레시미르 4세 (Petar Krešimir IV, 1058년 ~ 1074년)
- 드미타르 즈보니미르 (Dmitar Zvonimir, 1075년 ~ 1089년)
- 스체판 2세 (Stjepan II, 1089년 ~ 1091년)

## 같이 보기
- 크로아티아의 군주 목록